# NGC 7056
NGC 7056 هي مجرة حلزونية تبعد حوالي 247 مليون سنة ضوئية تقع في كوكبة الفرس الأعظم (كوكبة). ولديه سرعة محسوبة تبلغ 5376 كم / ثانية تم اكتشافه من قبل عالم الفلك ألبرت مارث في 17 سبتمبر 1863. ثم تم اكتشافه من قبل عالم الفلك ترومان هنري سافورد في 29 سبتمبر 1866.

## وصلات خارجية
- NGC 7056 على موقع ويكي سكاي: DSS2, SDSS, GALEX, IRAS, Hydrogen α, X-Ray, Astrophoto, Sky Map, Articles and images